# The Irrawaddy
The Irrawaddy (birman : ဧရာဝတီ;) est un magazine numérique birman, le titre ayant cessé ses publications papier en 2016 pour raisons économiques. 

## Histoire
The Irrawaddy est créé par des Birmans en exil en Thaïlande après le Soulèvement 8888. Son nom fait référence à l'Irrawaddy, principal fleuve de Birmanie.
Le fondateur de The Irrawaddy, Aung Zaw, avait d'abord fondé en 1992 le Burma Information Group (BIG) pour documenter les violations des droits de l'homme en Birmanie sous le Conseil d'État pour la paix et le développement. C'est l'année suivante qu'il crée le magazine The Irrawaddy, premier journal à n'être lié ni à l'état birman, ni à aucun groupe de dissidents en exil. En 2000, The Irawaddy lance son site web d'actualité en anglais, celui en birman voyant le jour avec l'année 2001.
En 2007, pendant la révolution de safran, le site est victime d'attaques informatiques.
En 2012, The Irrawaddy peut élargir sa couverture des questions relatives à la Birmanie grâce à l'assouplissement de la censure (obtenu par Thein Sein) et au fait que ses reporters ont pu travailler plus librement dans le pays. Le magazine The Irrawaddy est distribué légalement en Birmanie pour la toute première fois en 2013 et en 2014, l'hebdomadaire birman Irrawaddy est lancé pour toucher les lecteurs de tout le pays.
En 2016, The Irrawaddy cesse ses publications papier.

## Contributeurs
- Khin Ohmar, ancienne membre du All Burma Students' Democratic Front (en) et meneuse du soulèvement 8888;
- Zin Mar Aung, ancienne prisonnière politique, membre de la Ligue nationale pour la démocratie
- Thant Myint-U (en), ancien président du Yangon Heritage Trust (en), petit-fils de U Thant
- Bertil Lintner, ancien contributeur à la Far Eastern Economic Review